# Rogotinski most
Rogotinski most cestovni je most koji premošćuje rijeku Neretvu u mjestu Rogotin kod Ploča. Izgrađen je od prednapregnutog betona, a gradnja je dovršena 1966. Dio je Jadranske magistrale.
Nešto više od godine dana prije početka izgradnje, u svibnju 1965. preko Neretve izgrađen je privremeni pontonski most duljine oko 160 metara koji je služio prijelazu preko rijeke. Središnji luk širine 36 metara otvarao se prema potrebi kako se ne bi prekinuo riječni promet između Ploča i Metkovića.
Gradnja mosta ukupno je trajala 26 mjeseci. Most duljine 413,80 metara ima 7 otvora: središnji otvor nad Neretvom širine je 110 metara, dva srednja (vezana za središnji) po 55 metara, a četiri otvora nad obalom široka su po 45 metara. Širina kolnika je 7 metara pored kojih su pješačke staze širine po 1,5 metar. U gradnju mosta potrošeno je 433 tone betonskog i 139 tona visokovrijednog čelika. Zbog velikih nanosa rijeke Neretve mjestimično je trebalo bušiti i do 40 metara dubine do tvrdog tla, pa je tako iskopano 4300 m3 nanosa. Most je pušten u promet 27. srpnja 1966.
Puštanjem u promet ovog mosta bitno je rasterećen promet starom prometnicom između Komina i Metkovića, a pogotovo tadašnjeg mosta u Metkoviću (prethodnika današnjeg Lučkog mosta).

## Vanjske poveznice
- Gradnja Rogotinskoga mosta u fotografiji i riječi prije 55 godina (likemetkovic.hr, objavljeno 14. listopada 2021.)